# Pierre Barbet (médecin)
Pour les articles homonymes, voir Pierre Barbet et Barbet.
Pierre Barbet (1883–1961) est un médecin français, élève du Dr Paul Michaux, chirurgien en chef à l'hôpital Saint-Joseph de Paris. 

## Biographie
Ce médecin catholique a consacré une grande partie de sa carrière à tenter d'expliquer les causes du décès par crucifiement et de démontrer l'authenticité du suaire de Turin. En 1931, il commence une longue série de tests sur des cadavres et des bras amputés pour comprendre comment est mort l'homme du linceul de Turin. Il effectue également des recherches à partir de la publication du sindonologue Antoine Legrand. Celui-ci avait recueilli le témoignage de deux rescapés du camp de Dachau, qui relataient les expériences de crucifiement infligées par des médecins nazis à des prisonniers juifs vivants.
Il explique notamment dans La passion de N.-S. Jésus-Christ selon le chirurgien que le cloutage des mains du crucifié se faisait dans le poignet dans l'espace de Destot et pour les pieds dans l'espace de Mérat (entre le 3e cunéiforme, le 2e cunéiforme et l'os naviculaire.Dans le poignet le clou ne créait aucun dégât osseux ou vasculaire mais lésait le nerf médian, lésion qui entraîne une adduction du pouce qui vient se mettre dans la paume de la main, ce qui explique leur disparition sur le linceul de Turin. Cette hypothèse est admise par tous les anatomistes même si elle a pu être réfutée par le médecin légiste Frederick Zugibe.

## Publications
- Le Docteur Paul Michaux, Éditions Spes, 1926
- Les Cinq Plaies du Christ, Procure du Carmel de l'Action de Graces, 1937
- La passion de N.-S. Jésus-Christ selon le chirurgien, édition Dillen, 1950
- (en) A Doctor at Calvary, P.J. Kennedy & Sons, 1955